# Irina Wintze
Irina Wintze (n. 14 iunie 1963, Sibiu, România) este o actriță română de teatru și film. 

## Biografie
Irina Wintze a absolvit în 1991 Institutului de Artă Teatrală și Cinematografică „I.L. Caragiale“, secția Actorie.
A debutat la Teatrul Radu Stanca din Sibiu și a colaborat cu Teatrul Clasic Ioan Slavici din Arad. Din 1993 Irina Wintze este actriță a Teatrului Național din Cluj, unde a jucat în spectacole regizate de Eli Simon, Mihai Măniuțiu, Alexandru Dabija, Sanda Manu, Gábor Tompa, Mona Marian, Andrei Șerban, Radu Afrim, Silviu Purcărete sau Laszlo Bocsardi.
Din 2002 este profesor asociat la Facultatea de Teatru și Televiziune din cadrul Universității Babeș-Bolyai din Cluj-Napoca. De-a lungul carierei sale a participat la cursurile și ateliere pe teme de teatru și mișcare sau metode emoționale și spontaneitate în Germania, Ungaria și Italia.

## Distincții
- 1992 - Premiul pentru cea mai buna actriță pentru rolul din spectacolul Decameronul  după Alexandru Hausvater, regia Iulian Vișa, în cadrul Festivalului Internațional de teatru de la Sibiu
- 2007 - Nominalizată la Premiul pentru cea mai bună actriță în rol principal pentru rolul Fedra în spectacolul „Iubirea Fedrei”, la Teatrul Clasic „Ioan Slavici”, Arad, regia Mihai Măniuțiu[7]
- 2012 - Premiul pentru cea mai bună actriță în rol secundar -  pentru rolul din spectacolul Insula după Gellu Naum, la Festivalul Internațional de Teatru „Atelier", Baia-Mare

## Activitate artistică

### Spectacole de teatru
Selecție a spectacolelor în care a jucat: 
- „Clasa noastră",  2015, Laszlo Bocsardi, TNC Lucian Blaga Cluj
- „Livada de vișini", 2014  Roberto Bacci (Italia), TNC Lucian Blaga Cluj
- „Sânziana și Pepelea",  2013,  Alexandru Dabija,  TNC Lucian Blaga Cluj
- „Ce nemaipomenită  aiureală,", 2013,  Silviu Purcărete, TNC Lucian Blaga Cluj
- „Ultimul mesaj al cosmonautului către femeia pe care a iubit-o în fosta Uniune Sovietică",  2010, Radu Afrim, TNC Lucian Blaga Cluj
- „Cântăreața cheală",  2009,  Tompa Gabor, TNC Lucian Blaga Cluj
- „Noaptea Walpurgiei",  2009, Mihai Măniuțiu, TNC Lucian Blaga Cluj
- „Rock n Roll", 2007, Andrei Șerban, TNC Lucian Blaga Cluj

- „Iubirea Fedrei”, 2006, Mihai Măniuțiu,  Teatrul Clasic Ioan Slavici, Arad
- „Bolnavul închipuit", 2002, Sanda Manu, TNC Lucian Blaga Cluj
- „Cel care primește palme", 1998, de Leonid Andreev, Anca Bradu, TNC Lucian Blaga Cluj[8]
- „Becket",  1996 Victor Ioan Frunză, TNC Lucian Blaga Cluj
- „Decameronul”,  1992, regia Iulian Visa, Sibiu, Teatrul Radu Stanca

### Spectacole coregrafice
Din spectacolele coregrafice la care a contrinuit:
- „Solo-online",  2004, coregrafie Vava Ștefănescu/ Cluj / TNC Lucian Blaga
- „Bosch, Grădina plăcerilor lumești", 2010 și ,,Frumoasa din Pădurea Adormita,, 2005 – coregrafie Marc Bogaerts (Belgia) / Cluj / TNC Lucian Blaga
- „Cum va place" după W.Shakespeare, coregrafie Peter Uray (HU), 2014 / Cluj / TNC Lucian Blaga
- „Singur printre mârlani" după volumul omonim  al lui Florin Bican, coregrafie Andrea Gavriliu 2019 / Cluj / TNC Lucian Blaga

### Scurtmetraje
Lista de scurtmetraje: 
- Bețișoare Rock'n'Roll (2010), regia Cristian Pascariu
- Dincolo de muntele meu (2011), regia Cristian Pascariu
- După un an (2012), regia Cristian Pascariu

### Regie
- Temă și variațiuni după I.L. Caragiale (2003)

- Bine, mamă da'  ăștia povestesc în actu' doi ce se-ntâmplă-n actu'-ntâi de Matei Vișniec (2004)
- Frumoasa din pădurea adormită, scenariu de Marc Bogaerts, regia: Marc Bogaerts (2005) - asistent de regie